# Journal für Psychologie und Neurologie
Journal für Psychologie und Neurologie – niemieckie czasopismo medyczne wydawane w latach 1892-1942, początkowo pod tytułem
„Zeitschrift für Hypnotismus, Suggestionstherapie, Suggestionslehre und verwandte psychologische Forschungen” od 1896 jako
„Zeitschrift für Hypnotismus, Psychotherapie sowie andere psychophysiologische und psychopathologische Forschungen”, pod ostatnim tytułem od 1902 roku. Publikowało prace z zakresu neuroanatomii, neurofizjologii i neuropatologii, a także psychologii i psychiatrii. Założone przez Oskara Vogta i Auguste'a Forela. Redaktorami czasopisma byli m.in. Korbinian Brodmann i Maksymilian Rose.
Tradycje czasopisma kontynuował wydawany od 1954 roku „Journal für Hirnforschung”, który z kolei w latach 90. zmienił tytuł na „Journal of Brain Research”.